# Axel Nilsson (politiker)
Axel Nilsson (i Sveriges riksdag kallad Nilsson i Lennartsfors), född 10 mars 1882 i Trankils socken, död där 31 juli 1961, var en svensk lantbrukare och folkpartistisk politiker. 
Axel Nilsson, som kom från en bondefamilj, var lantbrukare på Sandvikens gård i Trankils socken, där han också var ordförande i kommunalstämman och kommunalfullmäktige. Efter kommunsammanläggningen 1952 var han ordförande i Holmedals kommunalstämma.
Han var riksdagsledamot i andra kammaren för Värmlands läns valkrets från den 31 juli 1943 till 1944 års utgång, bland annat som ledamot i andra kammarens andra tillfälliga utskott 1944. Som riksdagsman engagerade han sig för avskaffad omsättningsskatt på basmat som salt, sill och fläsk.